# Камена Глава
Камена Глава (алб. Komogllavë) је насељено место у општини Урошевац, на Косову и Метохији. Према попису становништва из 2011. у насељу је живело 4.404 становника.

## Становништво
Према попису из 2011. године, Камена Глава има следећи етнички састав становништва:
| Националност | 2011.          |
| Албанци      | 4.401 (99,93%) |
| Бошњаци      | 2 (0,05%)      |
| недоступно   | 1 (0,02%)      |
| Укупно       | 4.404          |

| Демографија | Демографија | Демографија |
| Година      | Становника  | Становника  |
| ----------- | ----------- | ----------- |
| 1948.       | 1.386       |             |
| 1953.       | 1.594       |             |
| 1961.       | 1.851       |             |
| 1971.       | 2.499       |             |
| 1981.       | 3.118       |             |
| 1991.       | 3.551       |             |
| 2011.       | 4.404       |             |